# Le Puiset-Doré
Le Puiset-Doré là một xã thuộc tỉnh Maine-et-Loire trong vùng Pays de la Loire phía tây nước Pháp. Xã này nằm ở khu vực có độ cao trung bình 91 mét trên mực nước biển.